# Довбуш (фільм)
«До́вбуш» — український історичний фільм режисера Олеся Саніна, в основі сюжету якого — життя найвідомішого з опришківських ватажків у Карпатах Олекси Довбуша. Стрічка є одним із найдорожчих українських фільмів — бюджет 120 млн грн (державна частка — 65 млн грн).
Прем'єра відбулася 24 серпня 2023 року (реліз травня 2022-го року було скасовано через російське вторгнення в Україну).
Події фільму відбуваються в Карпатах на початку XVIII століття. Жорстоке правління польської шляхти змушує гуцулів тікати в гори. Двоє братів, Олекса та Іван Довбуші, опиняються поза законом і стають опришками. У пошуках помсти панам брати стають ворогами один одному. Один прагне грошей, другий — справедливості. Гуцули починають повстання, яке очолює Олекса. Шляхта робить усе можливе, аби знищити Довбуша.

## Сюжет
На початку Олекса Довбуш обіцяє розповісти правдиву, а не легендарну історію про себе.
Олекса Довбуш служить у польському війську, куди його забрали просто з весілля. Під час битви проти росіян Олекса рятує військо гетьмана Потоцького, захопивши редут. Командир-поляк Пшелуський присвоює всю славу собі, а Олексу підставляє, що того кинули до в'язниці. Всі, хто знали Олексу, вважають, що він загинув. Його наречена Марічка та батьки в розпачі, брат Іван очолює ватагу опришків. Батько за порадою священника ставить на честь сина кам'яний хрест на горі.
Після декількох років у в'язниці, Олексі вдається втекти. Дорогою додому він пригадує, як бувши з братом Іваном дітьми, натрапив у горах на пораненого опришка Правицю, що ховався серед скель. Саме це надихнуло Івана бути таким самим. Олекса повертається в рідне село, зустрічає Івана, проте отримує сумні новини — Марічка вийшла заміж за старого сусіда Дзвінчука, а батька вбили, бо він напав на шляхтича, прагнучи помститися за сина. Землями володіє княгиня Теофілія Яблуновська, а допомагає їй Пшелуський, який став її коханцем і отримав вище звання. Яблуновська отримує від Пшелуського пропозицію: віддати росіянам свої землі в обмін на гроші, щоб підкупити військо та стати королевою. Іван пропонує Олексі стати опришком, але той не схвалює, що Іван грабує людей задля власної вигоди.
Під час одного пограбування Олекса замість узяти гроші спалює документи про борги. Селяни схвалюють це, та Іван лишається розчарований, що не отримав здобичі. Олекса зустрічає Марічку і вона каже, що є його законною дружиною, бо вони раніше встигли обвінчатися.
Жовніри безуспішно намагаються вбити опришків. Але під час відступу Олекса падає в гірську річку. Опришки думають, що він або загинув, або потрапив у полон Пшелуського. Насправді Олекса вцілів і це стає ґрунтом для чуток про його невразливість. Один з опришків розповідає як у дитинстві в Олексу влучила блискавка, але той вижив, бо йому дала силу рідна земля.
Опришки дізнаються про гроші, які везуть для Яблуновської. Вони влаштовують засідку на карету з грошима та викрадають їх, щоб найняти власне військо. Іван зневажливо ставиться до простих людей і відмовляється вибороти їхню свободу; він прагне сам панувати над ними. Олекса виганяє брата і очолює опришків. Пшелуський заявляє Яблуновській, що мусить звернутися за допомогою до гетьмана Потоцького. Тим часом граф Денгоф розчарований діями Яблуновської та позбавляє її права на землю. Пшелуський обіцяє розправитися з Олексою та призначає за нього велику винагороду.
Випадково Марічка розповідає як бачилася з Олексою і Дзвінчук готує на нього засідку. Прибувають жовніри та схоплюють Олексу. Вони ведуть його до замку Пшелуського, та Іван збирає загін для штурму замку. Він визволяє брата, який знаходить Пшелуського та в поєдинку вбиває його.
Наступної ночі Олекса приходить до Марічки. Дзвінчук готується застрелити його, але туди ж приходить Іван і звинувачує брата, що той відібрав у нього ватагу. Брати стріляють один в одного, Марічка просить Дзвінчука сказати, що це він убив Олексу. Дзвінчук отримує винагороду та славу. Насправді товариші забирають пораненого Олексу в гори, а лишають тіло Івана. Яблуновську за державну зраду відсилають у монастир.
Олекса закінчує свою розповідь тим, що обманув смерть. Польська влада вважає його мертвим, тоді як Олекса продовжує вільно жити в горах.

## У ролях
- Сергій Стрельников — Олекса Довбуш
- Олексій Гнатковський — Іван Довбуш
- Дарія Плахтій — Марічка
- Агата Бузек — княгиня Яблуновська
- Матеуш Косьцюкевич — полковник Пшелуський
- Єжи Шейбаль — гетьман Потоцький
- Володимир Бєляєв — Шрам
- Олександр Мавріц — Стефан Дзвінчук
- Лузер Тверскі — Бешт
- Опришки
  - Ростислав Держипільський — опришок Правиця, вихователь Івана Довбуша[6]
  - Дмитро Вівчарюк — опришок Забо
  - Роман Ясіновський — опришок Адам
  - Олег Шульга — опришок «Стрілець»
  - Петро Жирун
  - Павло Жирун
- Олег Драч — граф Денгоф

Епізодичні ролі
- Яків Ткаченко — опришок Іван Сабат
- Ашот Арушанов — відлюдник Вартан
- Лев Скоп — священник
- Катерина Павленко — мольфарка
- Артем Мілевський — корчмар
- Віталій Марків — відвідувач корчми
- Марія Саулко — селянка
- Сергій Терницький — польський шляхтич

## Виробництво

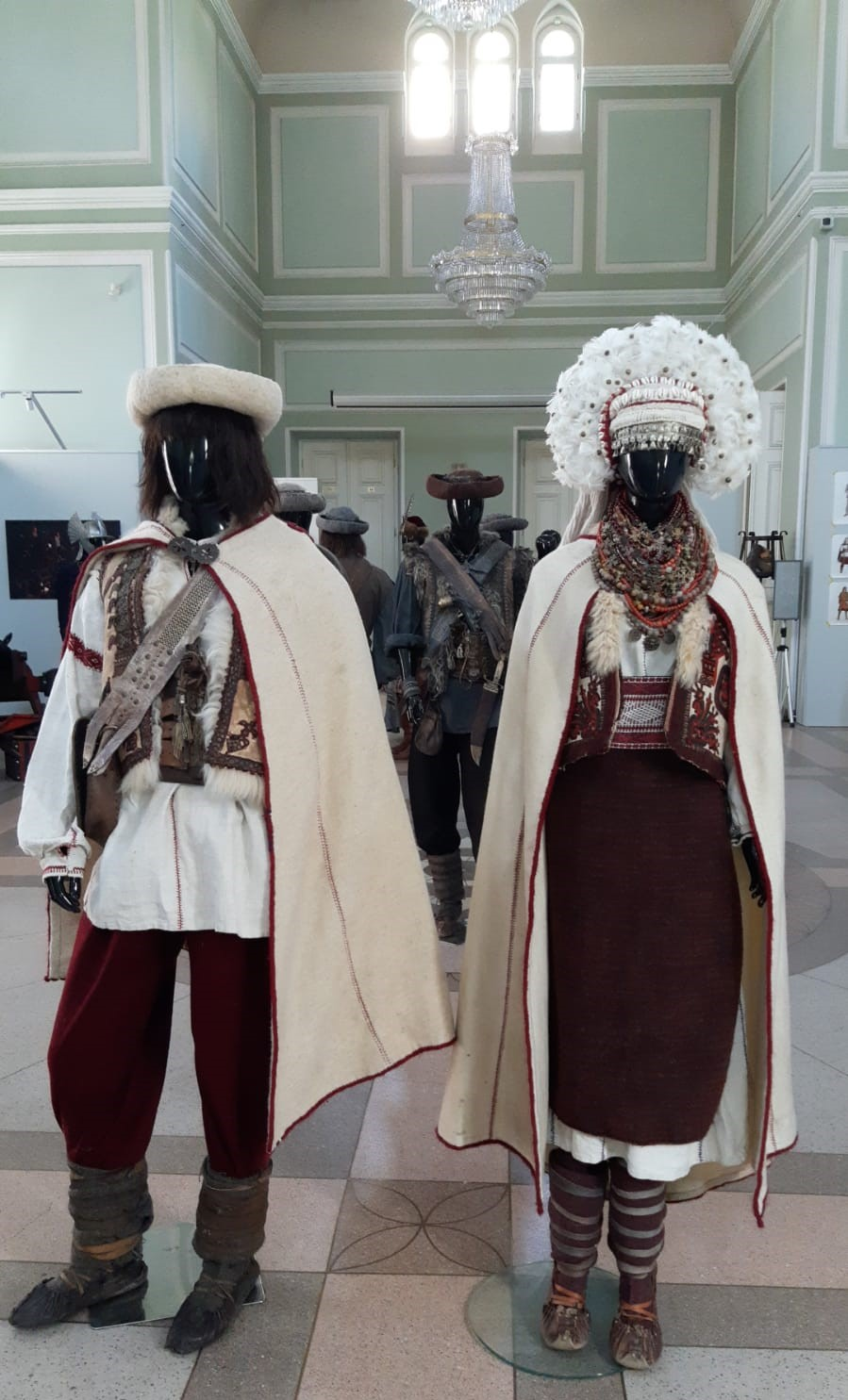
Виставка костюмів, ескізів декорацій, реквізиту та начерків «Створити фільм ДОВБУШ». Вересень, 2023 рік

Знімальний період розпочався в серпні 2018 році. Процес переривався з технічних причин, згодом — через карантинні обмеження. Фінальне дознімання відбулося на початку червня 2021-го.
Натурні зйомки проходили в Карпатах, Львові, Дрогобичі,Тернопільській області та Києві. Серед локацій — давні замки (зокрема, Свірзький, Збаразький) у Львівській області та інші історичні об'єкти, що дають змогу створити атмосферу епохи першої половини XVIII століття.
Бюджет фільму становив близько 120 млн грн (понад 3 млн доларів), 65 млн з яких було надано Державним агентством України з питань кіно. Для фільмування було зшито понад 1000 костюмів, над якими працювало понад 3000 костюмерів, а кількість людей, одночасно залучених у знімальному процесі, — близько 600 осіб.

## Команда
- Режисер-постановник, співавтор сценарію, співпродюсер: Олесь Санін;
- Оператор-постановник: Сергій Михальчук;
- Режисер монтажу: Тетяна Ходаківська, за участі Олександр Чорний, Андрій Толошний, Андрій Запрягалов;
- Художники-постановники: Олександра Дробот, Юрій Григорович;
- Постановники трюків: Руслан Горілий, Петро та Павло Жируни, Петро Тріско;
- Кастинг-директорка фільму: Алла Самойленко;
- Художниці з костюмів: Гала Отенко та Марія Керо;
- Художниця з гриму: Ірина Солодовська;
- Композитори: Алла Загайкевич, Олександр Чорний;
- Дизайн логотипа розробив шрифтовий дизайнер Богдан Гдаль[12][13].

З часу повномасштабного російського вторгнення у 2022 році п’ятеро учасників кінокоманди загинули, семеро пропали безвісти, 70 служать у лавах Збройних сил України і Сил оборони, включаючи акторів, каскадерів, кінотехніків, художників, операторів.

## Реліз
Старт широкого прокату стрічки розпочався 24 серпня 2023 року, до Дня Незалежності України. За перший вікенд з 24 до 27 серпня фільм зібрав 8,7 млн грн у прокаті. Бокс-офіс включає результат показів у турі команди фільму Україною, які почалися 19 серпня.
Вихід стрічки в українському кінопрокаті неодноразово переносився — із осені 2021 року до весни 2022-го. Через російське вторгнення в Україну прем'єру скасували. 11 травня 2022 року автори стрічки заявили, що вона відбудеться після перемоги України в російсько-українській війні.
Телевізійна прем'єра відбулася 24 серпня 2024 року на телеканалі ICTV2.

## Відгуки критиків
Оцінка картини на IMDb складає 7,7 балів з 10.
За словами представниці пресслужби Kinomania Світлани Хомич, історичний екшн став найпопулярнішим фільмом тижня в каталозі дистриб'ютора. Після «Довбуша» наступним за інтересом і затребуваністю в каталозі став американський фільм про супергероїв «Синій Жук», який зібрав касу у 2,1 млн грн.
Альона Шилова на сайті «Суспільне. Культура» зробила висновок: «безсумнівно тішить те, що в доробку українського кіно тепер є „Довбуш“». Фільм характеризувався як видовищний та епічний, при цьому з увагою до деталей. Місцями він вільно і навіть гумористично поводиться з образом Олекси, чим нагадує «Безславних кріпаків». Водночас більшість героїв «Довбуша» спрощені та при цьому осучаснені, що «викликає велику палітру емоцій в умовах сьогодення».
Микита Казимиров на ITC.ua оцінив фільм як жвавий і «вкрай красивий», який містить «смисли, які ніяк не застаріли з часів самого Олекси Довбуша». При гарній операторській роботі, монтаж уривчастий: «Фільм жонглює ситуаціями, локаціями та обставинами практично без перерви. Щоправда, іноді він ніби забуває зв'язати сусідні сегменти історії якісним монтажем».
Кирило Пищиков у своїй рецензії для «Вікна-новини» описав: «Довбуш — кіно унікальне щонайменше тому, що чогось настільки масштабного в Україні за часи незалежності ніколи не знімали». іншого боку, критик вважає героя Олекси Довбуша не цілісним і позбавленим передісторії, якщо не говорити про історичне підґрунтя персонажа, а зчитувати його характер, мотивацію і дії виключно зі сценарію фільму. Натомість брат Олекси — Іван, на думку Пищикова, представлений об'ємніше і глибше. Попри масштабність проєкту, кінокритик зазначає недоліки сценарію. «Але загалом Довбуш — це кіно, яке цікаво дивитися щонайменше через круті костюми, шикарні декорації та захопливі гірські пейзажі».